# Karpaterna
Karpaterna är en bergskedja i centrala och sydöstra Europa. Den utgör en fortsättning österut av Alperna och bildar en 1 450 km lång båge av berg som löper genom Slovakien, Polen, Ungern, Ukraina och Rumänien (och gränsar till Tjeckien, Österrike och Serbien). De delas ofta upp i Västkarpaterna, Östkarpaterna och Sydkarpaterna. Bergen är ett turistmål med många skidanläggningar, hälsosamma källor, naturreservat, nationalparker och Draculas slott i Bran. Högsta topp är Gerlachovský Štít i Slovakien.
Karpaterna är ur biologisk synvinkel ett av Europas viktigaste områden. Det är en fristad för många annars utrotningshotade arter. På 70 000 kvadratkilometer i Rumänien ryms cirka 5 400 björnar (siffran har varit uppe över 8 000), 3 400 vargar och 2 000 lodjur. Rovdjurspopulationerna i Karpaterna är 10–20 gånger större än i Alperna.

## Namn
Namnet kommer förmodligen från en dakisk folkgrupp, som enligt dokument som tecknats ner av Zosimus fram till 381 bott på Östkarpaternas sluttningar. Alternativt har namnet på folkgruppen kommit av namnet på bergen. Namnet Karpetes kan ursprungligen ha kommit från den urindoeuropeiska ordstammen *sker-/*ker-, från vilken även det albanska ordet för sten, karpë kommer.
I sena dokument från Romerska riket kallas Östkarpaterna Montes Sarmatici och Västkarpaterna Carpates.

## Geografi

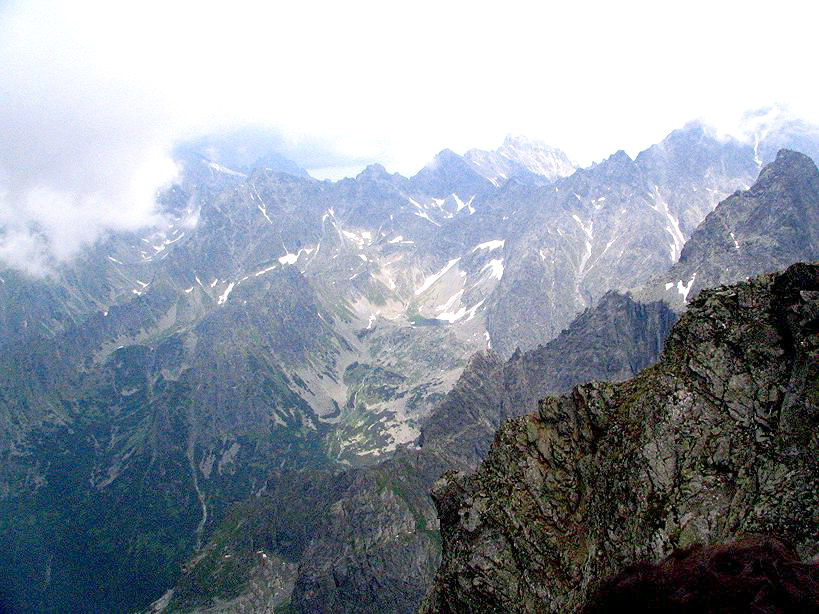
Västkarpaterna (Tatrabergen) i Polen.

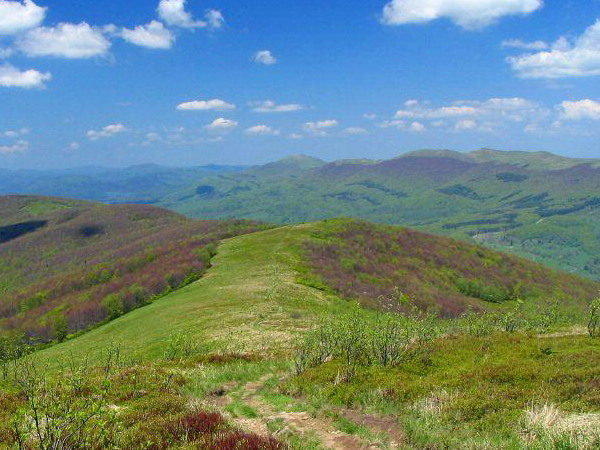
Karpaterna (Beskiderna) i Bieszczady i Polen.

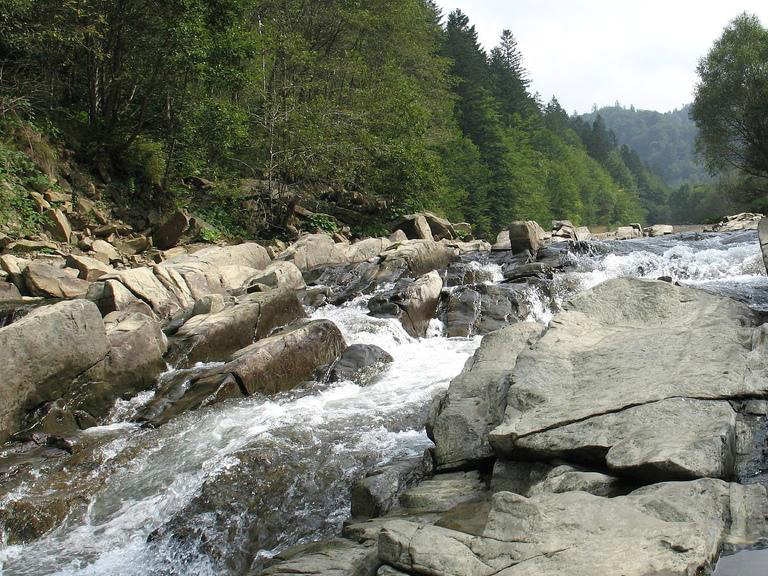
Karpaterna (Beskiderna) i Bieszczady i Sine Wiry i Polen.

Karpaterna börjar vid Devinporten vid Donau nära Bratislava och utgör en direkt fortsättning österut på Alperna. De omger Pannoniska bäckenet (Karpaterbäckenet), inklusive Transkarpatien och Transsylvanien, i en stor halvcirkel, och löper mot sydväst. Halvcirkeln slutar vid Järnporten vid Donau och övergår längre söderut i Balkanbergen. Karpaternas totala längd är cirka 1 450 kilometer, och bergssystemets bredd varierar mellan 12 och 500 km. Bergssystemets högsta topp är Gerlachovský Štít – i slovakiska Tatrabergen – som når en höjd på 2 655 meter över havet. Den täcker en yta om cirka 200 000 km² och är efter Alperna Europas största bergssystem.
- Västkarpaterna: Slovakien, Polen och Ungern (Tatrabergen och Beskiderna)[1]
- Östkarpaterna: Rumänien (med delar av Transsylvanien) och Ukraina (Zakarpattia oblast)[1]
- Sydkarpaterna: Rumänien och Serbien. Benämns även Transsylvanska alperna.[1]

Karpaterna saknar skarpa höjder, vidsträckta snöfält, stora glaciärer, höga vattenfall och större sjöar, vilka alla tillhör Alpernas attribut. Inget område i Karpaterna är snötäckt året runt, och det finns inga glaciärer. Karpaternas klimat samt flora och fauna kan jämföras med Alpernas mittregion.
Karpaterna separeras från Alperna av Donau; de två kedjorna möts bara vid en plats – vid Devinporten nära Bratislava. Floden separerar dem också från Balkanbergen vid Orşova (vid Järnporten). Oder separerar bergen från Schlesiens och Mährens bergskedjor. Till skillnad från de andra delarna av Europas centrala bergssystem omges Karpaterna av slättland på alla håll.

## Geologi
Även om Karpaterna ofta brukar kallas bergskedja bildar systemet ingen sammanhängande kedja berg. Bergen består istället av flera orografiskt och geologiskt distinkta grupper, ofta utlagda parallellt med varandra. Det senare utseendet framträder tydligast i Väst- och Östkarpaterna, där en yttre zon är uppbyggd av ett brett bälte av flyschbergarter, sandsten och lersten som bildades under krittiden. Här har dessa bildat en kraftigt överskjuten bergveckning med en kullig karaktär som resultat.
Karpaternas system av parallella bergsskedjor syns tydligast i Väst- och Östkarpaterna – en yttre, en central och en inre zon. Endast den yttre zonen bildar en kontinuerlig bergskedja, medan den centrala zonen halvvägs längs med bergsbågen upphör utefter ett 200 km långt avsnitt. Detta avbrott i bergsbågen sammanfaller med Östkarpaterna, vilka sålunda endast består av den yttre och den inre zonen.
- Yttre zonen är uppbyggt av ett bälte med flyschbergarter samt sand- och lersten bildat under krita. Bergen har här en kullig form, på grund av kraftigt överskjutna skollor (veck).[1]
- Centrala zonen utgörs av kalksten och dolomit. Dessutom finns åtskilda, upphöjda block av äldre bergarter av kristallin och metamorf karaktär. Tatrabergen (Höga Tatra och Låga Tatra) i Västkarpaterna utgör den högsta delen av den centrala zonen. Bihormassivet i Sydkarpaterna ingår också i denna zon.[1]
- Inre zonen motsvarar de bergsområden som ligger på "insidan" av den stora bergskedjebågen. Bergen här utgörs främst av bergarter av vulkanisk typ. Dessa bildades under tertiär och syns i Östkarpaterna som utslocknade vulkankoner. Den sydkarpatiska delen av den inre zonen är på många håll rent alpin, och högst är där Făgărasbergen med en topp på 2 543 m ö.h. Endast i de högre delarna finns här rester av glacial påverkan.[1]

## Mänsklig historia
Karpaterna har under historien fungerat som gräns mellan ett antal olika folk och riken. Den stora bergsbågen har bidragit till bildandet av Donaubäckenet längs med flodens mellersta lopp. Kungariket Ungern har under stora delar av sin historia brett ut sig i bäckenet och i öster till Karpaterna. På samma sätt kunde rumänska, ungerska eller tyskspråkiga regioner i Transsylvanien (inuti den sydliga bergsbågen) länge bevara sitt självstyre även under Osmanska rikets storhetstid.
Under 1800- och början av 1900-talet var delar av Karpaterna gräns mellan de österrikisk-ungerska och ryska intressesfärerna. Bergen var också under första världskriget föremål för hårda strider mellan Österrike-Ungern och Ryssland, inte minst under vintern och våren 1915.